# Maria Baida

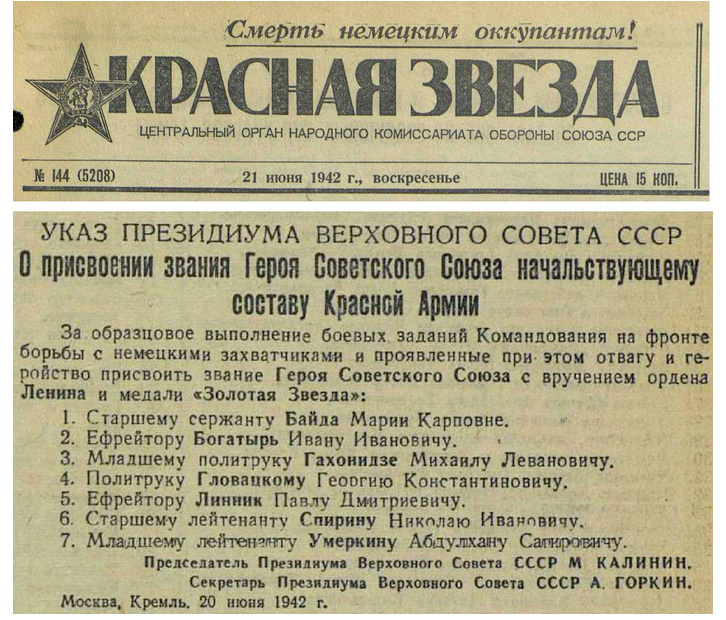
Decreto sobre a concessão do título de Heroí da União Soviética, 20 de junho de 1942.

Maria Karpovna Baida (em russo: Мари́я Ка́рповна Ба́йда; Novy Chuvash, 1 de fevereiro de 1922 ─  Sebastopol, Ucrânia, 30 de agosto de 2002) foi uma destacada batedora e instrutora médica soviética, participante da Grande Guerra Patriótica, condecorada como Heroína da União Soviética em 1942. Alcançou o posto de Sargento Sênior do Exército Vermelho.
Com o início da guerra, formou-se em cursos de enfermagem e participou da defesa de Sebastopol. Em 7 de junho de 1942, atuando como instrutora médica do 514.º Regimento de Fuzileiros, matou 15 soldados e um oficial alemão com uma metralhadora e, no combate corpo a corpo, eliminou mais quatro com a coronha de um rifle. Conseguiu capturar uma metralhadora inimiga e resgatou um comandante soviético e outros oito soldados. Por esse feito, o Conselho Militar do Exército da Crimeia solicitou sua nomeação como Heroína da União Soviética. Em julho de 1942, foi gravemente ferida e capturada, passando por vários campos de concentração nazistas até ser libertada por tropas americanas em 8 de maio de 1945.
Após a guerra, foi desmobilizada e trabalhou como chefe do cartório de Sebastopol por 28 anos, tendo orientado cerca de 60 mil casais e registrado mais de 70 mil nascimentos. Foi eleita diversas vezes como deputada do conselho municipal.

## Biografia

### Primeiros anos
Ela nasceu em 1 de fevereiro de 1922 na vila de Novy Chuvash (desde 1948 — vila de Novoselskoye), no distrito de Krasnoperekopsk, República Autônoma Socialista Soviética da Crimeia, RSFSR, em uma família camponesa. De etnia russa. Em 1936, concluiu o ensino fundamental incompleto na Escola nº 1 da cidade de Dzhankoi.
Trabalhou em um sovkhoz (fazenda estatal), em um hospital e, posteriormente, em uma cooperativa na vila de Voinka, também no distrito de Krasnoperekopsk.

### Defesa de Sebastopol
Ingressou no Exército Vermelho em 1941. Desde os primeiros dias da Grande Guerra Patriótica, Maria se alistou voluntariamente em um batalhão de destruição (destinado à luta contra sabotadores e inimigos infiltrados). Concluiu um curso de enfermagem. Quando as tropas soviéticas recuaram para Sebastopol, o batalhão foi incorporado às unidades regulares do exército.
A partir de setembro de 1941, passou a servir como enfermeira e depois como instrutora médica no 514.º Regimento de Fuzileiros da 172.ª Divisão de Rifles do Exército da Crimeia, subordinado à Frente do Norte do Cáucaso. Participou da defesa de Sebastopol. Durante os combates, resgatou dezenas de soldados e oficiais soviéticos sob fogo inimigo.
Após a ofensiva alemã contra Sebastopol, em dezembro de 1941, a sargento Maria solicitou transferência para o serviço de reconhecimento. Segundo suas memórias, sua motivação não foi a aventura, mas o ódio ao inimigo:
| “ | Vi tanto sangue e sofrimento que meu coração se tornou pedra. Não conseguia esquecer as casas destruídas, as crianças, os idosos e as mulheres assassinadas. No campo de batalha, vi pessoas morrerem diante de mim. Jovens, cheios de vida — que ainda tinham tanto a viver e a construir — caíam. Foi então que decidi deixar o serviço médico e ir para a linha de frente. Eu tinha força e agilidade. Sabia atirar, ainda que não como Lyudmila Pavlichenko. Sabia me mover de forma furtiva e silenciosa, me orientar bem — muitas vezes, ao buscar feridos, precisei rastejar por zonas neutras, a poucos metros das trincheiras alemãs… | ” |

A sargento Maria Baida atuava como batedora atrás das linhas inimigas, capturando prisioneiros e reunindo informações valiosas sobre as posições alemãs. Em um desses episódios, ela capturou um cabo alemão (Obergefreiter) e precisou carregá-lo nas costas, já que ele era corpulento e resistia fortemente, mesmo com as mãos amarradas. O atraso causado pela resistência do prisioneiro levou a equipe de reconhecimento a ser descoberta e atacada: um soldado morreu e outro ficou ferido. Como punição pela quebra de disciplina, Maria foi condenada a três dias de prisão, mas cumpriu apenas duas horas. Foi chamada ao quartel para interrogar o prisioneiro, que havia se recusado a cooperar, mas, ao reconhecê-la, ficou abalado e passou a colaborar. Suas informações sobre o sistema defensivo alemão foram valiosas, e toda a equipe recebeu elogios do comandante.
 A folha de premiação do título de Heroína da União Soviética concedido a Maria Baida afirmou:
Durante o confronto com o inimigo, Maria Baida matou 15 soldados e um oficial alemão com sua submetralhadora, matou outros quatro a golpes de coronha, resgatou um comandante soviético e oito soldados capturados pelos alemães, e ainda capturou uma metralhadora e várias armas inimigas.— Folha de premiação
Na noite de 7 de junho de 1942, durante o terceiro grande ataque alemão a Sebastopol, Maria integrou um grupo de quatro batedores em missão de vigilância. Após uma madrugada em posição, ao amanhecer os alemães iniciaram o ataque com bombardeios aéreos e artilharia pesada. Maria, o suboficial de 2ª classe Mikhail Mosenko e dois outros combatentes resistiram mesmo cercados. Ela combateu ativamente com sua submetralhadora, apesar de ferimentos no rosto e no braço causados por estilhaços de granada. A situação frequentemente evoluía para combates corpo a corpo. Ao cair da noite, conseguiram se retirar discretamente para as linhas soviéticas. Após alguns dias no hospital, Maria exigiu alta imediata, dizendo aos médicos: “No campo de batalha, isso sara. Aqui estou entediada.”

## Descrição do feito heroico
Em 7 de junho de 1942, os alemães lançaram mais um ataque contra Sebastopol. A companhia de reconhecimento da qual Maria fazia parte manteve firme a defesa na região das colinas Mekenzievy. Apesar da superioridade numérica, os soldados hitleristas não conseguiram quebrar a resistência desesperada dos soviéticos.
Maria estava no epicentro do “inferno de combate” e se destacou como uma combatente corajosa — por vezes até imprudentemente destemida. Quando seu fuzil automático ficava sem munição, ela pulava sem hesitar sobre o parapeito e retornava com armas e carregadores tomados do inimigo. Em uma dessas investidas, uma granada alemã explodiu próximo a ela — ferida na cabeça e atordoada, Maria perdeu a consciência.
Maria retomou a consciência no fim do dia — já estava escurecendo. Mais tarde, soube-se que os alemães haviam rompido a defesa ao lado direito das posições dos batedores e os cercado pela retaguarda. De toda a companhia, restaram vivos apenas um comandante e cerca de quinze soldados — feridos, todos foram capturados pelos alemães.
Rapidamente avaliando a situação (havia cerca de 20 alemães nas trincheiras dos batedores, todos reunidos próximos aos prisioneiros), Maria decidiu atacar. Graças ao fator surpresa e à pronta reação dos batedores capturados, que se lançaram sobre os alemães assim que Maria abriu fogo com sua metralhadora, todos os inimigos foram eliminados.
Conhecendo bem o mapa dos campos minados, sob a cobertura da escuridão, Maria conseguiu levar os feridos de volta às linhas soviéticas.

## Premiação
Por decreto do Presidium do Soviete Supremo da URSS, “Sobre a concessão do título de Herói da União Soviética ao pessoal de comando do Exército Vermelho”, de 20 de junho de 1942, Maria Baida foi agraciada com o título de Heroína da União Soviética, pela “execução exemplar das missões de combate do comando na frente de luta contra os invasores nazistas e pela coragem e heroísmo demonstrados”, recebendo a Ordem de Lenin e a medalha “Estrela de Ouro” (nº 6183).
Posteriormente, foi novamente ferida na cabeça durante um combate, e antigas feridas voltaram a sangrar, acompanhadas de febre. Foi então enviada a um hospital nas galerias de Inkerman, onde, ainda em repouso, soube da concessão do título de Heroína.

### Cativeiro
Em 12 de julho de 1942, gravemente ferida, Maria foi capturada pelas tropas alemãs. Mesmo em cativeiro, manteve-se firme e corajosa. Passou pelos campos de concentração de Slavuta e Ravensbrück. Foi libertada da custódia da Gestapo por tropas americanas em 8 de maio de 1945.

### Pós-guerra
Após a guerra, foi desmobilizada. Em 1946, retornou à Crimeia e, a partir de 1961, passou a residir permanentemente em Sebastopol. Filiou-se ao Partido Comunista em 1951.
Entre 1961 e 1986, trabalhou como chefe do Departamento Central do Registro Civil (ZAGS) do comitê executivo municipal de Sebastopol. Durante seus 25 anos de serviço, celebrou cerca de 60 mil casamentos e registrou mais de 70 mil nascimentos. Foi eleita várias vezes como deputada do soviete municipal.
Faleceu em 30 de agosto de 2002, em Sevastopol, e foi sepultada no Cemitério dos Comunardos.

## Prêmios
Prêmios da URSS:
- Herói da União Soviética (20 de junho de 1942)
- Ordem de Lenin (20 de junho de 1942)
- Ordem da Guerra Patriótica de 1ª classe (6 de abril de 1985)
- Outras medalhas

Prêmios da Ucrânia:
- Ordem de Bogdan Khmelnytsky de 3ª classe ( 1999 )[6]
- Cidadão honorário da cidade de Sebastopol (1976).
- Honorário da Crimeia (2000)[1]

## Memória
Em 2003, foi instalada uma placa comemorativa no edifício do ZAGS do Distrito Lenin de Sebastopol (Rua Ochakovtsev, nº 2), onde Maria trabalhou. Em 20 de setembro de 2005, o parque infantil localizado na área da Rua Odessa, na cidade de Sebastopol, recebeu o nome de "Parque Komsomol, em homenagem à Heroína da União Soviética Maria Baida".